# Зелёный — цвет опасности (фильм)
«Зелёный — цвет опасности» (или же «Зелёный значит опасность») (англ. Green for Danger) — британский детективный фильм 1946 года, основанный на одноименном детективном романе писательницы Кристианны Брэнд. Режиссером фильма выступил Сидни Гиллиат. Фильм снят в Pinewood Studios в Англии. Название представляет собой ссылку на цветовую кодировку, используемую на канистрах с газом анестезиологов. Считается[кем?] одной из лучших экранизаций романов Золотого века детективного жанра.

## Сюжет
В августе 1944 года пациент Джозеф Хиггинс, почтальон (Мур Марриотт), умирает на операционном столе в сельской больнице где-то на юго-востоке Англии. У анестезиолога Барни Барнса (Тревор Ховард) до этого был инцидент со смертью пациента, и когда сестра Бейтс (Джуди Кэмпбелл) погибла после того, как обнаружила, что смерть Хиггинса не была случайностью, инспектора Кокрилла (Аластер Сим) просят расследовать убийство медсестры. Расследование Кокрилла затруднено конфликтом между Барнсом и Мистером Иденом (Лео Генн) из-за их конкуренции за привязанность медсестры Фредди (Сэлли Грей). После того, как было совершено покушение на медсестру Фредди, инспектор проводит реконструкцию операции и разоблачает убийцу.

## В ролях
- Сэлли Грей — медсестра Фредерика «Фредди» Линли
- Тревор Ховард — доктор Барни Барнс
- Розамунд Джон — медсестра Эстер Сансон
- Аластер Сим — инспектор Кокрилл
- Лео Генн — мистер Иден
- Джуди Кэмпбелл (англ. Judy Campbell) — медсестра Мэрион Бейтс
- Мегс Дженкинс (англ. Megs Jenkins) — медсестра Вудс
- Мур Марриотт (англ. Moore Marriott) — Джозеф Хиггинс, почтальон
- Генри Эдвардс (англ. Henry Edwards) — мистер Перди
- Рональд Адам (англ. Ronald Adam) — доктор Уайт
- Джордж Вудбридж (англ. George Woodbridge) — детектив-сержант Хендрикс
- Венди Томпсон (англ. Wendy Thompson) — медсестра Картер
- Джон Рэй (англ. John Rae) — портье
- Фрэнк Линг (англ. Frank Ling) — спасатель

## Критика
Фильм, в целом, был встречен достаточно тепло, назван «заметной достопримечательностью кассовых сборов» в 1947. Известный критик Лесли Холливелл сказал, что этот фильм — «классический комедийный детектив, с серьёзным расследованием, сбалансированными отличными шутками и выступлениями, а также моментами страха».